# Carl Devlies
Carl Christiaan Remi Esther Paul Devlies (Amsterdam, 23 januari 1953) is een Belgisch advocaat en christendemocratisch politicus voor de CVP en diens opvolger CD&V.

## Levensloop
Carl Devlies is de zoon van voormalig politicus Paul De Vlies. Als licentiaat in de rechten en in de economie aan de Katholieke Universiteit Leuven werd hij in september 1977 actief als advocaat aan de balie van Leuven. In 1980 richtte hij zijn eigen kantoor op en in 1986 ging hij een samenwerking aan met meester Dirk Tilleman. Ook was hij van 1980 tot 1991 (deeltijds) docent fiscaal recht en publieke financiën aan de Provinciaal Administratieve Leergang te Leuven. Tijdens zijn school- en studentenjaren was hij achtereenvolgens leider bij de jeugdbewegingen KSA en VVKS. Van 1975 tot 1976 was hij preses van het Vlaams Rechtgenootschap en studentenvertegenwoordiger in de Academische Raad van de Leuvense universiteit. Zijn dienstplicht vervulde hij te Stockem en vervolgens als reserve-officier bij het 'bataljon Eerste Jagers Te Paard' in het Duitse Arolsen.
Devlies begon zijn politieke loopbaan als deeltijds opdrachthouder op het kabinet Economie van Gaston Geens, de toenmalige voorzitter van de Vlaamse Executieve - een voorloper van de huidige Vlaamse Regering. Deze functie oefende hij uit van 1985 tot 1988. 
In oktober 1988 verkozen tot gemeenteraadslid van Leuven, waar hij vanaf januari 1989 schepen werd. In zijn portefeuille zaten toen de bevoegdheden cultuur, toerisme en kunstonderwijs. Als cultuur- en toerismeschepen gaf hij nieuwe impulsen aan de Leuvense culturele en toeristische scene door onder andere te beginnen met Beleuvenissen en de uitbouw van Marktrock, waarvan hij voor de opname van zijn schepenambt bestuurder en medestichter was. Ook werden onder zijn politieke verantwoordelijkheid de Romaanse Poort, stadsschouwburg en Predikherenkerk in Leuven gerestaureerd. Devlies was ook betrokken bij de voorbereiding van het stedelijke museum Museum M. 
In januari 1995 werd Devlies schepen van Financiën, Cultuur, Toerisme en Kunstonderwijs. In 1998 was hij als eerste schepen gedurende zes maanden waarnemend burgemeester toen de effectieve burgemeester van Leuven, Louis Tobback, opnieuw minister van Binnenlandse Zaken in de federale regering was, dit ter vervanging van Johan Vande Lanotte, die ontslag nam na de ontsnapping van Dutroux. Ook in de legislatuur 2001-2006 bleef Devlies schepen van Financiën, met daarnaast de bevoegdheden Handel, Sport, Middenstand en Toerisme. Na de gemeenteraadsverkiezingen van oktober 2006 werd hij opnieuw eerste schepen, met de bevoegdheden Financiën, Sport en Handel. Toen Devlies in maart 2008 toetrad tot de regering-Leterme I - en diens opvolgers Van Rompuy en Leterme II - liet hij zich in het Leuvense schepencollege vervangen door Els Van Hoof. In december 2011, na afloop van zijn ambt als staatssecretaris, nam hij zijn schepenmandaat opnieuw op. Hij verving hierbij Herwig Beckers en nam de bevoegdheden Financiën en Ruimtelijke Ordening op, die hij na de gemeenteraadsverkiezingen van oktober 2012 behield. Tussen 2001 en 2008 was hij tevens voorzitter van de werkgroep rond financiën van de Vlaamse centrumsteden. In 2014 werd hij opnieuw voorzitter. Namens de stad Leuven werd hij voorzitter van het directiecomité van de vzw Brabanthal en beheerder bij Zorg Leuven en het regionaal ziekenhuis Heilig Hart. 
Van mei 2003 tot mei 2014 zetelde hij in de Kamer van volksvertegenwoordigers, waar hij als lid van de Commissie Financiën en Begroting in de periode 2003-2007 een belangrijke rol speelde in de oppositie tegen de regering-Verhofstadt II. Van 20 maart 2008 tot december 2011 was hij in de regering-Leterme I, regering-Van Rompuy en de regering-Leterme II staatssecretaris voor de Coördinatie van de Fraudebestrijding, toegevoegd aan de Eerste Minister. In mei 2008 werd hij tevens staatssecretaris voor Justitie, toegevoegd aan de Minister van Justitie. Na de vorming van de regering-Di Rupo keerde hij tot 2014 terug naar de Kamer als ondervoorzitter van de Commissie Begroting en Financiën. Bij de verkiezingen van mei 2014 viel hij onder de partijregels van het cumulverbod, waardoor hij een keuze diende te maken tussen een parlementair mandaat en de verderzetting van zijn schepenambt in Leuven. Devlies koos voor het schepenambt en kandideerde niet meer voor de Kamer. Tussen 2014 en mei 2017 maakte Devlies deel uit van het College van Censoren bij de Nationale Bank.
Na de lokale verkiezingen van oktober 2018 werd hij onder burgemeester Mohamed Ridouani wederom aangesteld als schepen, ditmaal bevoegd voor financiën, ruimtelijk beleid en onroerend erfgoed. Bij de lokale verkiezingen in oktober 2024 werd hij nogmaals herkozen als gemeenteraadslid. Hij werd echter geen schepen meer, omdat de partij op vernieuwing wenste in te zetten. Wel werd hij na de installatie van het nieuwe gemeentebestuur in december 2024 voorzitter van de Leuvense gemeenteraad.